# Diòcesi d'Almeria
La diòcesi d'Almeria (en llatí: Dioecesis Almeriensis) és la demarcació episcopal de l'Església catòlica en aquesta província d'Espanya. Forma part de la província eclesiàstica de Granada, i depèn de l'arxidiòcesi de Granada. L'actual bisbe és Adolfo González Montes. El sant patró de la seu es Sant Indaleci, primer bisbe d'Almeria.

## Territori
El territori de la diòcesi coincideix, gairebé íntegrament, amb el de la província d'Almeria, pertanyent a la Comunitat Autònoma d'Andalusia. La seva església principal és la catedral de l'Encarnació, a Almeria, capital de la província.

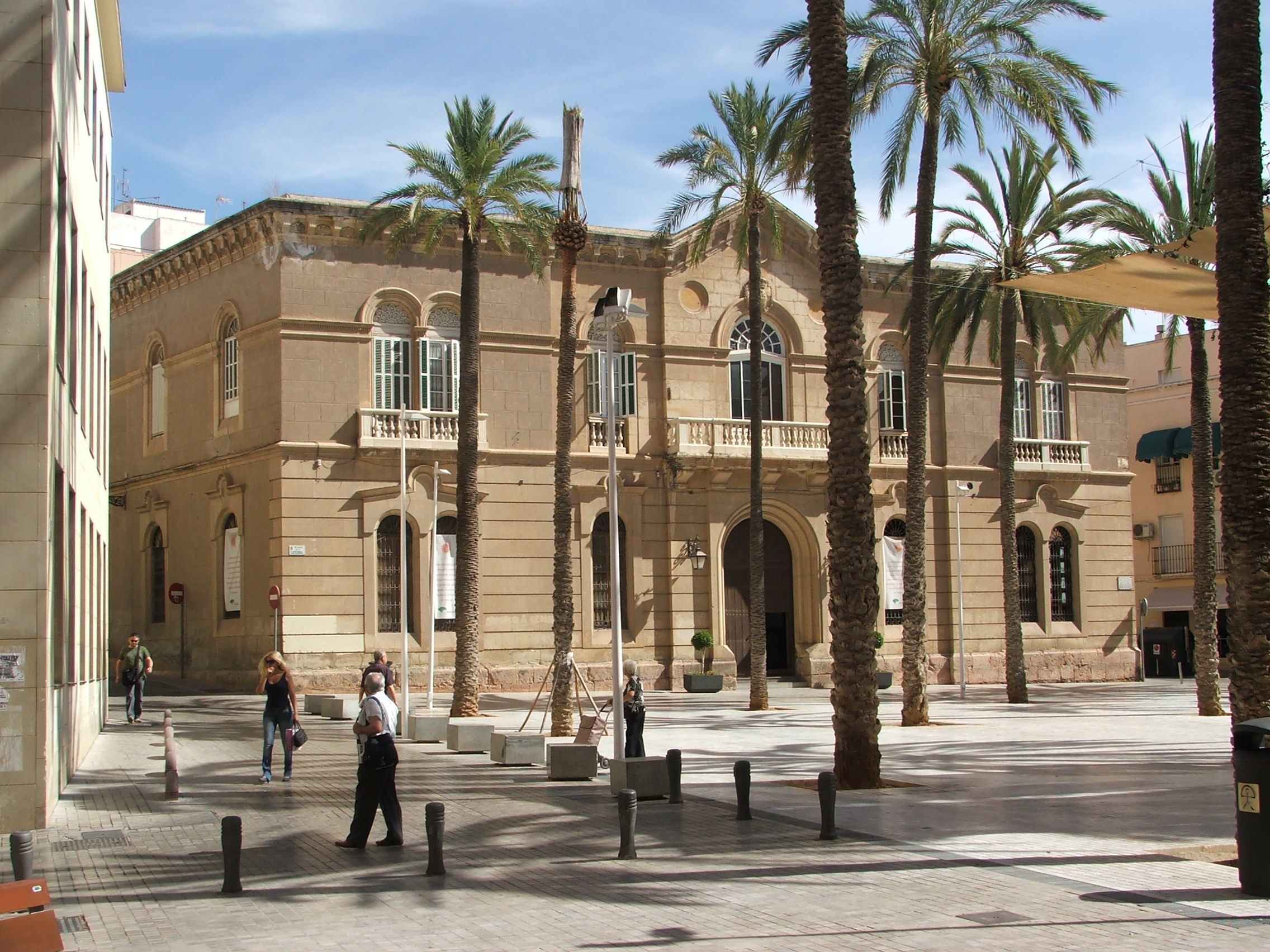
El palau episcopal d'Almeria, fet construir pel bisbe Santos Zárate y Martínez i inaugurat el 1896.

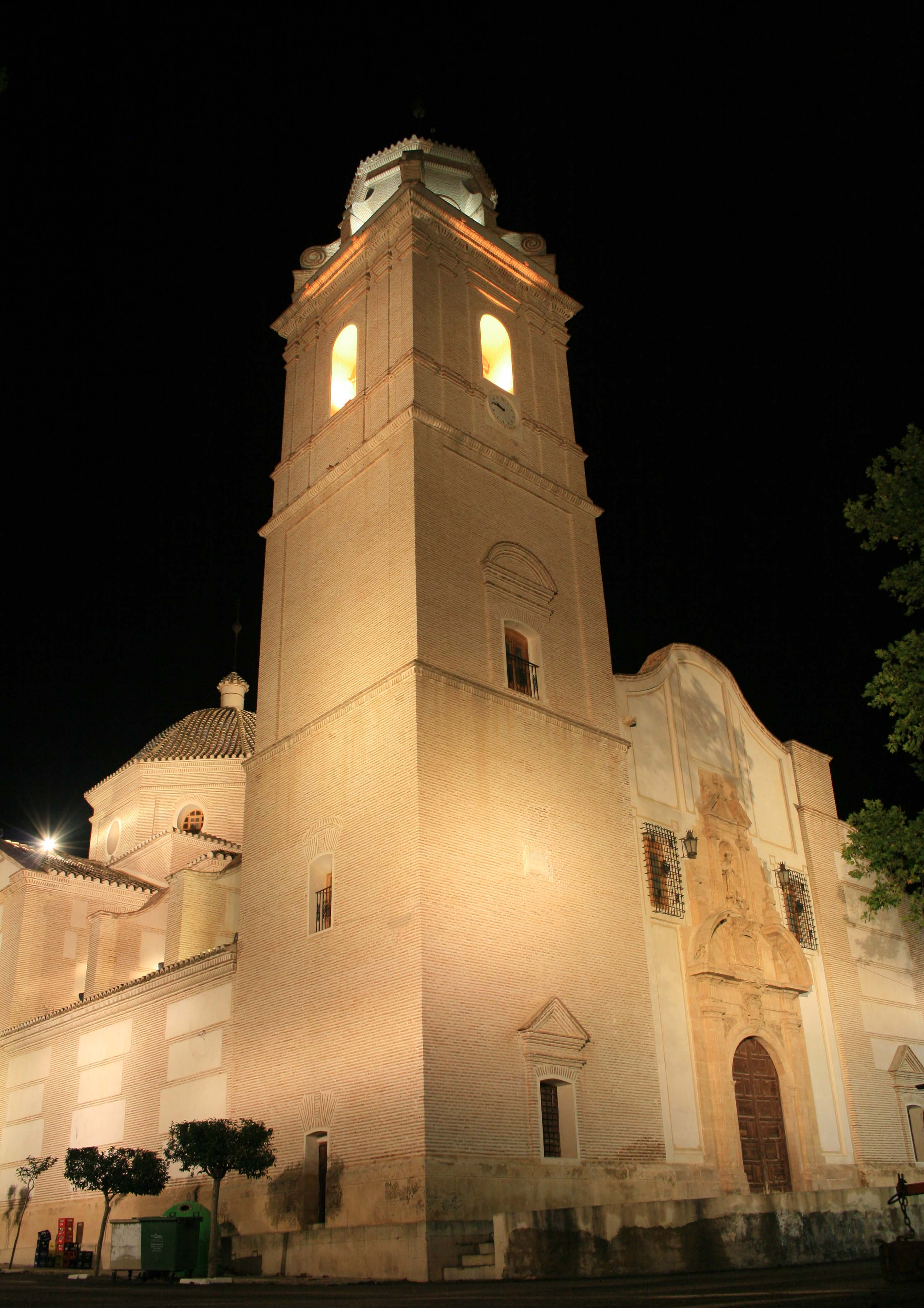
La basílica menor de Nuestra Señora de las Mercedes d'Oria, construïda entre 1767 i 1779.

## Episcopologi

### Bisbat d'Urci

#### Segle I
- Sant Indaleci
- Jaume

#### Segle II i següents
- Pere d'Abdera 589
- Marcel I 633
- Marcel II 653
- Palmaci 675
- Avit 688
- Genesi 862
- Yaqub ben Mahran 941
- Domènec (de 1147 a 1157)

### Bisbes d'Almeria
- Pedro 1257
- Diego o Santiago de la Fuente (fins a 1434)
- Pedro de Écija 1434
- Fernando de Aguilar 1443
- Alfonso Pernas 1447
- Juan de Guetaria 1449
- Bartolomé de Soria 1473
- Francisco Sosa (1515–1520)
- Juan González Meneses (1520–1521)
- Diego Fernández de Villalán, O.F.M. (1523–1556)
- Antonio Corrionero de Babilafuente (1557–1570)
- Francisco Briceño (1571–1571)
- Diego González (1572–1587)
- Juan García (1587–1601)
- Juan de Portocarrero, O.F.M. (1602–1631)
- Antonio Viedma Chaves, O.P. (1631–1631)
- Bartolomé Santos de Risoba (6 de juny de 1633 a 26 de setembre de 1633, nomenat bisbe de Lleó)
- Antonio González Acevedo (1633–1637, nomenat bisbe de Còria)
- José Valle de la Cerda, O.S.B. (1637–1640, nomenat bisbe de Badajoz)
- José Argáiz Pérez (1641–1645, nomenat bisbe d'Àila)
- Luis Venegas Figueroa (1646–1651)
- Alfonso de San Vítores y Fransarcen (1652–1654)
- Enrique Peralta y Cárdenas (1654–1659)
- Alfonso Pérez de Humanares (1659–1663)
- Rodrigo de Mandía y Parga (1663–1672)
- Francisco de Luna y Sarmiento (1672–1675)
- Antonio Ibarra (1675–1681)
- Juan Grande Santos de San Pedro (1681–1683)
- Andrés de la Moneda (1683–1688)
- Domingo Orueta y Ceciaga (1688–1701)
- Juan Leyva (1701–1704)
- Juan Bonilla Vargas, O.SS.T. (1704–1710, nomenat bisbe de Còrdova)
- Manuel de Santo Tomás Mendoza, O.P. (1707–1713, nomenat bisbe de Màlaga)
- Jerónimo del Valle Ledesma (1714–1722)
- José Pereto Ricarte, O. de M. (1723–1730)
- José María Ibáñez (1730–1734)
- Diego Felipe Perea Magdaleno (1735–1741, nomenat arquebisbe de Burgos)
- Gaspar Molina Rocha, O.S.A. (1741–1760)
- Claudio Sanz Torres y Ruiz de Castañedo (1761–1779)
- Anselmo Rodríguez, O.S.B. (1780–1798)
- Juan Antonio de la Virgen María y Viana (1798–1800)
- Francisco Javier Mier Campillo (1802–1815)
- Antonio Pérez Minayo (1818–1833)
- Anacleto Meoro Sánchez (1847–1864)
- Andrés Rosales Muñoz (1864–1872)
- José María Orberá y Carrión (1875–1886)
- Santos Zárate y Martínez (1887–1906)
- Vicente Casanova y Marzol (1907–1921, nomenat arquebisbe de Granada)
- Bernardo Martínez y Noval, O.S.A. (1921–1934)
- Diego Ventaja Milán (1935–1936)
- Enrique Delgado y Gómez (1943–1946, nomenat bisbe de Pamplona)
- Alfonso Ródenas García (1947–1965)
- Ángel Suquía Goicoechea (1966–1969, nomenat bisbe de Màlaga)
- Manuel Casares Hervás (1970–1989)
- Rosendo Alvarez Gastón (1989–2002)
- Adolfo González Montes (2002–...)

## Estadístiques
| any  | població | població | població | sacerdots | sacerdots       | sacerdots       | sacerdots             | diaques | religiosos | religiosos | parròquies |
| ---- | -------- | -------- | -------- | --------- | --------------- | --------------- | --------------------- | ------- | ---------- | ---------- | ---------- |
| any  | batejats | total    | %        | total     | clergue secular | clergue regular | batejats per sacerdot | diaques | homes      | dones      |            |
| 1959 | 402.910  | 403.910  | 99,8     | 190       | 176             | 14              | 2.120                 |         | 47         | 239        | 170        |
| 1970 | 386.003  | 397.303  | 97,2     | 208       | 187             | 21              | 1.855                 |         | 48         | 524        | 176        |
| 1980 | 386.152  | 388.482  | 99,4     | 182       | 157             | 25              | 2.121                 |         | 43         | 554        | 214        |
| 1990 | 456.000  | 458.000  | 99,6     | 170       | 135             | 35              | 2.682                 |         | 56         | 593        | 216        |
| 1999 | 512.901  | 528.901  | 97,0     | 169       | 134             | 35              | 3.034                 |         | 56         | 464        | 218        |
| 2000 | 504.700  | 534.200  | 94,5     | 174       | 138             | 36              | 2.900                 |         | 59         | 447        | 220        |
| 2001 | 482.843  | 512.843  | 94,2     | 168       | 133             | 35              | 2.874                 |         | 56         | 416        | 222        |
| 2002 | 491.168  | 533.168  | 92,1     | 168       | 133             | 35              | 2.923                 |         | 55         | 443        | 223        |
| 2003 | 501.801  | 546.498  | 91,8     | 169       | 133             | 36              | 2.969                 |         | 54         | 433        | 223        |
| 2004 | 519.503  | 565.310  | 91,9     | 177       | 138             | 39              | 2.935                 |         | 57         | 411        | 220        |
| 2006 | 531.000  | 581.200  | 91,4     | 165       | 128             | 37              | 3.218                 |         | 55         | 425        | 211        |
| 2012 | 604.424  | 702.819  | 86,0     | 164       | 136             | 28              | 3.685                 | 4       | 40         | 299        | 213        |